# Németh Miklós (politikus)
Németh Miklós (Monok, 1948. január 24. –) magyar közgazdász, politikus, a rendszerváltás előtti utolsó magyar kormány miniszterelnöke, és az 1989. október 23-án kikiáltott Magyar Köztársaság első kormányfője.

## Életrajza
Paraszti családba született 1948. január 24-én a Zemplén megyei Monokon.
1971-ben szerzett diplomát a Marx Károly Közgazdaságtudományi Egyetemen, amely ott marasztalta oktatói és kutató munkát adva neki. 1974–75-ben ösztöndíjjal tanult a Harvard Egyetemen, az Amerikai Egyesült Államokban. 1977-ben az Országos Tervhivatalban osztályvezető-helyettes lett.

## Politikai pályafutása
1976-ban lépett be a Magyar Szocialista Munkáspártba. 1981-től dolgozott a pártközpont gazdaságpolitikai osztályán, 1986-tól már mint osztályvezető. 1987-ben a Központi Bizottság gazdaságpolitikai titkárává választották. Kádár János leváltása után, 1988-ban bekerült a Politikai Bizottságba, melynek 1989. október 7-éig, az MSZMP átalakulásáig tagja volt.

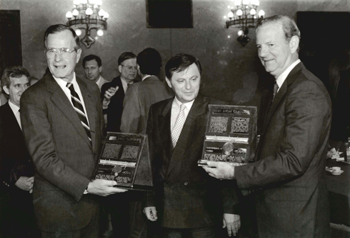
Németh Miklós átadja a lebontott vasfüggöny egy-egy darabkáját id. Bush amerikai elnöknek és James Baker külügyminiszternek

1988. november 24-én alakított kormányt, mely 1990. május 23-áig volt hivatalban. A Németh-kormány már programjában felvállalta a „szocialista jogállam” megteremtését. Az MSZMP átalakításáig a reformszárny az európai baloldalhoz hasonló irányultságú pártot alakított ki. Az MSZMP 1989 elejéig a „szocialista pluralizmus” talaján állt, ami nagyjából azt jelenti, hogy a szocializmus reformjával és az elméletben elismert többpártrendszerrel a szocialista demokrácia létrehozható és fenntartható. A versenyhelyzetet nem kedvelték, a társadalomba való állami beavatkozást továbbra is szükségesnek tartották. Februárban azonban már egyszerűen tudomásul vették a többpártrendszert – február 20–21-én született a rövid távú program, amelyben az alkotmányos többpártrendszer bevezetésének szándékát deklarálták. Választási program még sokáig nem volt, csak október 9-én álltak elő egy programnyilatkozattal, amely a demokratikus szocializmust emlegeti, vegyes tulajdonviszonyú piacgazdaságot ígér. A közvélemény azonban az őszi pártkongresszustól már nem a párt ügyeinek rendezését, hanem az ország helyzetének kezelését várta.
A Németh-kormány idején fogadta el az országgyűlés a rendszerváltáshoz elengedhetetlenül szükséges törvényeket, melyek biztosították a békés és lehetőség szerint zökkenőmentes átmenetet. Nagy Imre és társai újratemetését követően, július 14-ei nyilatkozatában kegyelettel emlékezett meg Nagy Imréről és az 1956-os forradalom valamennyi áldozatáról.
Noha a frissen alakult MSZP elnökségébe is beválasztották, gazdasági programját a párt egyik platformja, a Vass Csaba által vezetett Haza és Haladás Platform elutasította, emiatt Németh kilépett az MSZP elnökségéből.
Az 1990-es választásokon függetlenként indult, és (az egykori pártfunkcionáriusok közül Szűrös Mátyás mellett) egyedül ő volt képes választási körzetében (Szerencs) parlamenti mandátumot nyerni. 1991-ig független képviselőként politizált tovább az Országgyűlésben.

## További pályafutása
1991-ben az Európai Újjáépítési és Fejlesztési Bank (EBRD) egyik alelnöki székét kínálták fel neki. Az állást elfogadta, aminek érdekében lemondott mandátumáról és távozott a magyar politikai közéletből.
Tisztségét egészen 2000. május 2-áig töltötte be, közben 1993-ban a Heriot-Watt University (Edinburgh), 1999-ben pedig a Budapesti Közgazdaságtudományi és Államigazgatási Egyetem díszdoktora lett. 2001-ben Johannes Rau államfő a Német Szövetségi Köztársaság Nagykeresztje kitüntetést adományozta neki az NDK-menekültek előtt 1989-ben történt határnyitásban játszott szerepe elismeréséül.
Neve az 1994-es, a 2002-es, illetve legutóbb a 2010-es választások kapcsán is felmerült mint lehetséges MSZP-s miniszterelnök-jelölt, ám a konkrét jelölésig, vagy ennek közelébe eddig még egyszer sem jutott el.
2014-ben a 1989 – Poker am Todeszaun című rendszerváltásról szóló dokumentumfilm berlini bemutatóján nyilvánosan kért elnézést a rendszerváltás előtti utolsó magyar–osztrák határon lelőtt ember feleségétől. Gundula Schafitel élettársával, Kurt-Werner Schulzcal együtt 1989. augusztus 21-én éjjel akart átkelni a határon, ám egy magyar határőr – Németh korábban elrendelt tűzparancstilalma ellenére – lelőtte a férfit.

## Művei
- Időszerű gazdaságpolitikai kérdések; Reform, Budapest, 1988
- Helmut Kohl: Németország egységét akartam; szerkesztő: Kai Diekmann, Ralf Georg Reuth, előszó: Németh Miklós, németről fordította: Striker Judit; Zrínyi, Budapest, 1998

## Elismerései
- Munka Érdemrend arany fokozat
- A Magyar Köztársasági Érdemrend nagykeresztje (2009)
- A Magyar Kultúra Lovagja (2012)
- Point Alpha díj (2014)[4]
- Hazám-díj (2019)[5]